# Leonardo City Tower Hotel
La Leonardo City Tower Hotel est un gratte-ciel résidentiel construit à Ramat Gan dans la banlieue de Tel Aviv en Israël en 2000 dans le quartier du travail et du commerce des diamants. Avec une hauteur de 170 mètres, elle faisait partie en 2023 des 5 plus haut gratte-ciel de Ramat Gan .

## Histoire
Le bâtiment a été construit au rythme d'un étage tous les 5 jours. L'architecte fut l'agence israélienne Barely Levitzky Kassif Architects.

## Description
L'immeuble abrite 200 appartements de luxe à partir du 19e étage, qui bénéficient des services de l'hôtel notamment d'une piscine. Il y a 167 chambres d'hôtel du 4e au 18e étage. L'hôtel 5 étoiles était auparavant géré par la société Sheraton, l'immeuble étant auparavant appelé Sheraton City Tower. Par superstition et sous les instructions de la chaîne Sheraton, il n'y a pas de chambres ou d'étage numéro 13.
La pyramide au sommet de l'immeuble abrite des équipements techniques La façade est couverte de granite et de marbre. Il y a un centre de convention de 5 000 m2 de surface.